# Eric Vergauwen
Jhr. dr. Eric Conrad Emile Georges Vergauwen (Oostende, 5 april 1936 - Eigenbrakel, 3 november 2006) was een Belgisch advocaat en strafpleiter.

## Biografie
Vergauwen was lid van de familie Vergauwen en een zoon van jhr. Etienne Vergauwen (1910-1991) en Josette de Becker (1915-2001). Hij trouwde in 1958 met jkvr. Marie-Thérèse Descantons de Montblanc (1936-2009) met wie hij vier kinderen kreeg, waarvan er drie ook advocaat werden.
Vergauwen werd op zijn 13e gegrepen door het recht toen hij een schoolwerkstuk maakte over de doodstraf. Hij studeerde daarna rechten en werd in 1959 advocaat bij de balie te Brussel. Hij stond bekend als een van de beste strafpleiters van België en trad op in spraakmakende zaken als die van commandant François, het Heizeldrama en zat in de Brusselse rechtszaal toen François Besse ontvluchtte.
Tot de laatste week van zijn leven werkte Vergauwen aan de drukproeven voor zijn memoires die postuum verschenen. Na zijn overlijden zetten twee van zijn kinderen zijn advocatenkantoor voort. Ook zijn zoon Alain Vergauwen is een strafpleiter en voerde onder andere de verdediging in de geruchtmakende zaak rond de 24-jarige burggraaf Thomas de Spoelberch.